# 500 (număr)
500 (cinci sute) este numărul natural care urmează după 499 și precede pe 501 într-un șir crescător de numere naturale.

## În matematică
500:
- Este un număr par.[1][2]
- Este un număr compus.[3]
- Este un număr abundent.[4][5]
- Este un număr Harshad[6][7] în bazele 5, 6, 10, 11, 13, 15 și 16.
- Este un număr rotund.[8][9]
- Este un număr palindromic și repdigit în bazele 24 (KK24) și 499 (11499).

## În știință

### În astronomie
- Obiectul NGC 500 din New General Catalogue este o galaxie lenticulară, posibil eliptică, cu o magnitudine 14,2 în constelația Peștii.
- 500 Selinur este un asteroid din centura principală.

## În alte domenii
500 se poate referi la:
- Cursa Indianapolis 500
- Cursa NASCAR Daytona 500